# Mistrovství Evropy v atletice do 23 let 1997

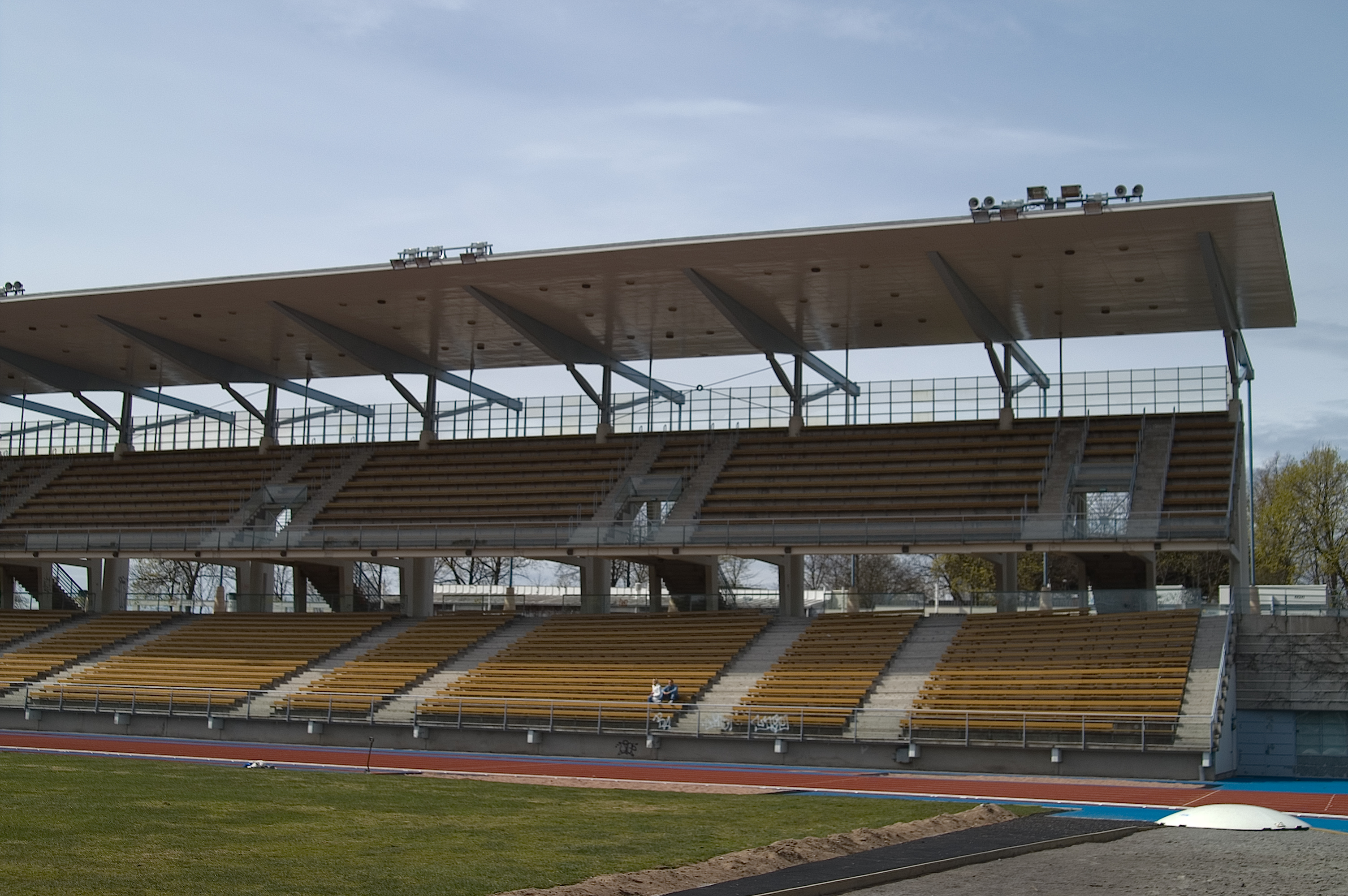
Stadion Paava Nurmiho

1. mistrovství Evropy v atletice do 23 let se uskutečnilo ve dnech 10. – 13. července 1997 na stadionu Paava Nurmiho ve finském Turku. Na programu bylo dohromady 43 disciplín (22 mužských a 21 ženských). Chůze žen na 10 km byla na následujícím šampionátu v Göteborgu nahrazena dvojnásobně delší tratí.
Kompletní medailovou sbírku vybojoval polský sprinter Ryszard Pilarczyk (4×400 m – zlato, 4×100 m – stříbro, 200 m – bronz). Mezi ženami totéž dokázala česká sprinterka Hana Benešová, jež uspěla v bězích na 200 (zlato) a 400 m (stříbro), a ve štafetě na 4×400 m (bronz). Jednu zlatou (4×100 m) a dvě stříbrné medaile (200 m, 4×400 m) získala německá sprinterka Shanta Ghoshová.

## Medailisté

### Muži
| Disciplína      | Zlato                                                                               | Stříbro                                                                           | Bronz                                                                      |
| 100 m           | Angelos Pavlakakis 10,18                                                            | Carlos Calado 10,29                                                               | Marlon Devonish 10,32                                                      |
| 200 m           | Julian Golding 20,46                                                                | Alessandro Attene 20,68                                                           | Ryszard Pilarczyk 20,87                                                    |
| 400 m           | Mark Hylton 45,71                                                                   | Piotr Haczek 45,72                                                                | Kjell Provost 45,99                                                        |
| 800 m           | Andrea Longo 1:46,49                                                                | André Bucher 1:47,13                                                              | Grzegorz Krzosek 1:47,45                                                   |
| 1500 m          | Reyes Estévez 3:42,37                                                               | Carlos Garcia 3:43,24                                                             | Alexandru Vasile 3:43,36                                                   |
| 5000 m          | Simone Zanon 13:45,90                                                               | Rachid Berradi 13:47,08                                                           | Sergej Lukin 13:48,04                                                      |
| 10 000 m        | Rachid Berradi 28:31,12                                                             | Serhij Lebiď 28:39,71                                                             | Simone Zanon 28:56,33                                                      |
| 110 m př.       | Frank Busemann 13,54                                                                | Sven Pieters 13,56                                                                | Andrej Kislych 13,56                                                       |
| 400 m př.       | Lukáš Souček 49,08                                                                  | Marcel Schelbert 49,43                                                            | Xavier Ravenet 49,63                                                       |
| 3000 m př.      | Luciano Di Pardo 8:34,24                                                            | Vincent Le Dauphin 8:36,92                                                        | Konstantin Tomskij 8:37,81                                                 |
| Štafeta 4×100 m | Spojené království 38,99 Daniel Money Marlon Devonish Jamie Henthorn Julian Golding | Polsko 39,27 Marcin Krzywański Dariusz Adamczyk Piotr Balcerzak Ryszard Pilarczyk | Německo 39,45 Alexander Kosenkow Eduard Martin Patrik Weimer Uwe Eisenbeis |
| Štafeta 4×400 m | Polsko 3:03,07 Ryszard Pilarczyk Piotr Długosielski Jacek Bocian Piotr Haczek       | Česko 3:04,13 David Nikodým Lukáš Souček Jan Štejfa Jiří Mužík                    | Německo 3:04,32 Thomas Goller Maik Liebe Lars Figura Carlos Gachanja       |
| Chůze na 20 km  | Aigars Fadejevs 1.19:58                                                             | Francisco Javier Fernández 1.21:59                                                | Artur Meleškevič 1.22:26                                                   |
| Skok do výšky   | Staffan Strand 2,28 m                                                               | Martin Buss 2,24 m                                                                | Marcin Kaczocha 2,24 m                                                     |
| Skok o tyči     | Jevgenij Smirjagin 5,70 m                                                           | Montxu Miranda 5,50 m                                                             | Petr Špaček 5,50 m                                                         |
| Skok daleký     | Carlos Calado 8,32 m                                                                | Kirill Sosunov 8,30 m                                                             | Oleksij Lukaševyč 8,09 m                                                   |
| Trojskok        | Vjačeslav Taranov 16,95 m                                                           | Marat Safiullin 16,29 m                                                           | Tayo Erogbobgo 16,28 m                                                     |
| Vrh koulí       | Conny Karlsson 19,48 m                                                              | Gunnar Pfingsten 19,11 m                                                          | Andreas Gustafsson 19,09 m                                                 |
| Hod diskem      | Andrzej Krawczyk 59,54 m                                                            | Timo Sinervo 57,20 m                                                              | Kyrylo Čuprynin 56,78 m                                                    |
| Hod kladivem    | Ivan Tichon 77,46 m                                                                 | Szymon Ziółkowski 73,68 m                                                         | Nikolaj Avlasevič 72,40 m                                                  |
| Hod oštěpem     | Pietari Skyttä 81,58 m                                                              | Matti Närhi 80,72 m                                                               | Christian Nicolay 78,18 m                                                  |
| Desetiboj       | Klaus Isekenmeier 7 926 bodů                                                        | Oleksandr Jurkov 7 888 bodů                                                       | Pierre-Alexandre Vial 7 866 bodů                                           |

### Ženy
| Disciplína      | Zlato                                                                                            | Stříbro                                                                                      | Bronz                                                                                |
| 100 m           | Nora Ivanovová 11,50                                                                             | Esther Möllerová 11,53                                                                       | Marie-Joelle Dogbová 11,54                                                           |
| 200 m           | Hana Benešová 22,57                                                                              | Shanta Ghoshová 22,80                                                                        | Katia Benthová 23,19                                                                 |
| 400 m           | Allison Curbishleyová 50,85                                                                      | Hana Benešová 51,82                                                                          | Claudia Angerhausenová 53,45                                                         |
| 800 m           | Iryna Nedelenková 2:01,72                                                                        | Dorota Fiutová 2:02,44                                                                       | Ljudmila Gončarovová 2:02,72                                                         |
| 1500 m          | Andrea Šuldesová 4:13,92                                                                         | Lidia Chojecká 4:14,70                                                                       | Natalja Černyšovová 4:15,43                                                          |
| 5000 m          | Oxana Železnijaková 15:45,22                                                                     | Cristina Ilocová 15:46,59                                                                    | Marta Domínguezová 15:49,96                                                          |
| 10 000 m        | Olivera Jevtićová 32:44,22                                                                       | Annemari Sandellová 32:48,57                                                                 | Stine Larsenová 33:11,09                                                             |
| 100 m př.       | Irina Korotjová 12,97                                                                            | Diane Allahgreenová 13,03                                                                    | Johanna Halkoahová 13,35                                                             |
| 400 m př.       | Rikke Rønholt 57,22                                                                              | Vicki Jamisonová 57,43                                                                       | Małgorzata Pskitová 57,68                                                            |
| Štafeta 4×100 m | Německo 43,94 Esther Möllerová Shanta Ghoshová Nancy Ketteová Silke Eichmannová                  | Rusko 44,41 Jelena Tiškovová Irina Korotjová Olga Maximovová Julija Vertjanovová             | Itálie 44,73 Elena Apolloniová Elena Sordelliová Manuela Grillová Manuela Levoratová |
| Štafeta 4×400 m | Spojené království 3:32,81 Vicki Jamisonová Jo Sloaneová Jeina Mitchellová Allison Curbishleyová | Německo 3:33,77 Nicole Marahrensová Shanta Ghoshová Claudia Gesellová Claudia Angerhausenová | Česko 3:33,83 Jitka Burianová Eva Kasalová Andrea Šuldesová Hana Benešová            |
| Chůze na 10 km  | Olga Panfjorovová 43:33                                                                          | María Vascová 44:01                                                                          | Susana Feitorová 44:26                                                               |
| Skok do výšky   | Julija Ljachovová 1,97 m                                                                         | Kajsa Bergqvistová 1,93 m                                                                    | Daniela Rathová 1,91 m                                                               |
| Skok o tyči     | Eszter Szemerédiová 4,10 m                                                                       | Janet Zachová 4,05 m                                                                         | Sabine Schulteová 3,80 m Monique de Wiltová 3,80 m                                   |
| Skok daleký     | Taťjana Kotovová 6,57 m                                                                          | Cristina Nicolauová 6,43 m                                                                   | Sofia Schulteová 6,39 m                                                              |
| Trojskok        | Cristina Nicolauová 14,22 m                                                                      | Anja Valantová 13,98 m                                                                       | Heli Koivula 13,88 m                                                                 |
| Vrh koulí       | Nadine Kleinertová 18,27 m                                                                       | Corrie de Bruinová 18,06 m                                                                   | Janina Karolčyková 17,98 m                                                           |
| Hod diskem      | Corrie de Bruinová 57,72 m                                                                       | Kathleen Heringová 56,78 m                                                                   | Janina Karolčyková 56,36 m                                                           |
| Hod kladivem    | Mihaela Melinteová 70,26 m                                                                       | Simone Mathesová 64,38 m                                                                     | Lyn Sprulesová 61,70 m                                                               |
| Hod oštěpem     | Taina Uppa 56,48 m                                                                               | Alina Serďuková 55,56 m                                                                      | Merja Pitkänenová 55,24 m                                                            |
| Sedmiboj        | Kathleen Gutjahrová 6 130 bodů                                                                   | Julija Akulenková 6 117 bodů                                                                 | Diana Korická 6 014 bodů                                                             |

## Medailové pořadí
| Umístění | Stát               | Zlato | Stříbro | Bronz | Celkem |
| -------- | ------------------ | ----- | ------- | ----- | ------ |
| 1.       | Rusko              | 7     | 3       | 5     | 15     |
| 2.       | Německo            | 5     | 8       | 7     | 20     |
| 3.       | Spojené království | 5     | 2       | 3     | 10     |
| 4.       | Itálie             | 4     | 2       | 2     | 8      |
| 5.       | Finsko             | 3     | 3       | 3     | 9      |
| 6.       | Česko              | 3     | 2       | 2     | 7      |
| 7.       | Polsko             | 2     | 5       | 4     | 11     |
| 8.       | Rumunsko           | 2     | 2       | 1     | 5      |
| 9.       | Španělsko          | 1     | 4       | 1     | 6      |
| 10.      | Ukrajina           | 1     | 3       | 3     | 7      |
| 11.      | Bělorusko          | 1     | 1       | 4     | 6      |
| 12.      | Nizozemsko         | 1     | 1       | 1     | 3      |
| 12.      | Portugalsko        | 1     | 1       | 1     | 3      |
| 12.      | Švédsko            | 1     | 1       | 1     | 3      |
| 15.      | Bulharsko          | 1     | 0       | 0     | 1      |
| 15.      | Dánsko             | 1     | 0       | 0     | 1      |
| 15.      | Jugoslávie         | 1     | 0       | 0     | 1      |
| 15.      | Lotyšsko           | 1     | 0       | 0     | 1      |
| 15.      | Maďarsko           | 1     | 0       | 0     | 1      |
| 15.      | Řecko              | 1     | 0       | 0     | 1      |
| 21.      | Švýcarsko          | 0     | 2       | 0     | 2      |
| 22.      | Francie            | 0     | 1       | 4     | 5      |
| 23.      | Belgie             | 0     | 1       | 1     | 2      |
| 24.      | Slovinsko          | 0     | 1       | 0     | 1      |
| 25.      | Norsko             | 0     | 0       | 1     | 1      |